# Jean-Baptiste Grou (1708-1756)
Ne doit pas être confondu avec son père Jean-Baptiste Grou (1659-1740).
Jean-Baptiste Grou, né en 1708 à Nantes et mort en 1756, est armateur et négrier nantais du XVIIIe siècle. Il est le fils de Jean-Baptiste et le frère de Guillaume, également armateurs.

## Biographie
Il naît le 31 août 1708.
Il acquiert une charge de secrétaire du roi.
Il poursuit les activités commerciales de son père et les élargit. Il s'associe avec les fils de Pierre Michel, eux aussi négociants à Nantes, Gabriel (1702-1765), directeur de la compagnie des Indes, et François-Augustin (1713-1778). Un autre frère, Jean-Jacques, entre dans la compagnie royale d'assurance maritime à Paris en 1751.
En 1748, il participe avec eux à la création de la Société Grou et Michel qui fusionne en novembre 1748 avec d'autres pour former la Compagnie de Guinée au capital de 2,4 millions de livres. Parmi les investisseurs, se trouve le fermier général Dupleix de Bacquencourt, frère de Dupleix, gouverneur des établissements français aux Indes, qui apporte 560 000 livres.
Avec la Compagnie d’Angola, contrôlée par Antoine Walsh, c'est la moitié de la traite négrière qui est entre les mains de deux premières familles d'armateurs nantais au milieu du XVIIIe siècle, à l'époque où l'île de Saint-Domingue prend son plein essor. Pour éviter un affrontement, les deux compagnies concluent en septembre 1750 un accord pour se partager à parts égales le droit exclusif de vente des Noirs traités au Sénégal.
À sa mort, il est à la tête d'une fortune de 1,5 million de livres.